# Faddei Nikititsch Popow
Faddei Nikititsch Popow (russisch Фаддей Никитич Попов; * um 1673; † nach 1733) war ein russischer Schiffbauer und Segelmacher.

## Leben
Popow gehörte zu Peters I. Spielzeugregiment, das auf Befehl Zar Alexeis I. zur Belustigung seines Sohnes Peter I. gebildet worden war. Als 1688 Peter I. sich für eine Spielzeugflottille auf dem Pleschtschejewo-See begeisterte, begann er mit Popow und anderen Mitgliedern seines Spielzeugregiments Schiffe zu bauen, wobei Peters I. Ausbilder und Freund Franz Timmerman ihr Lehrmeister war. Aus Peters I. Spielzeugregiment entstanden 1691 das Preobraschenski Leib-Garderegiment und das Semjonowski-Leibgarderegiment, so dass nun Popow Bombardier im Preobraschenski-Regiment war.
In der Großen Gesandtschaft Peters I. gehörte Popow zur dritten Zehnergruppe der Volontäre und studierte 1697 in Amsterdam den Schiffbau. Dann wurde er mit Iwan Kotschet nach Venedig geschickt, um die Segelmacherei in Theorie und Praxis zu studieren. Die Regierung der Republik Venedig erlaubte den russischen Volontären Fedossei Skljajew, Lukjan Wereschtschagin und Popow, im Arsenal beim Bau von Galioten und Galeere mitzuarbeiten, worauf sie dort bis Oktober 1698 studierten. Auf Anordnung Fjodor Golowins kehrten die Volontäre im Februar 1699 über Wien, Krakau, Kiew nach Moskau zurück, um dann zur Woronescher Admiralität geschickt zu werden.
In Woronesch arbeitete Popow als Untermeister bei den niederländischen und venezianischen Segelmacher-Meistern im russischen Dienst. Er wurde 1701 einer der ersten russischen Segelmacher-Meister mit einem Jahresgehalt von 80 Rubel. 1704 wurde er an den Ladogasee versetzt. Er arbeitete auf der Sjaskaja-Werft an der Mündung des Sjas in den Ladogasee und auf der Olonezer Werft in Lodeinoje Pole als Hauptassistent des Leiters der Segelmacher-Werkstatt  Iwan Kotschet. Als Popow feststellte, dass die in Moskau gekauften Segelnadeln schlechter und teurer waren als die des Admiralitätsschmieds Pereslawzow, meldete er dies dem St. Petersburger Admiralitätskollegium.
Popow beteiligte sich 1711–1712 auf der von dem Galeeren-Meister Juri Russinow geleiteten Linienschiffwerft an der Luga und auf der von dem Linienschiff-Meister Joseph Nye geleiteten Werft an der Mündung der Ischora in die Newa am Bau der neuartigen russischen Brigantinen, die als Halbgaleeren bekannt wurden.
Popow kehrte dann nach Woronesch zurück. Er war Kurator der dortigen Modellkammer, in der die Modelle der gebauten Linienschiffe und Muster und Zeichnungen der Segelausstattungen aufbewahrt wurden.
Im Dezember 1713 wurde Popow zusammen mit Linienschiffbauern und ihren Lehrlingen zur St. Petersburger Admiralität versetzt. 1719 änderte er auf der Insel Kotlin die Segel für drei Linienschiffe. 1723 erhielt er eine monatliche Lohnerhöhung von 25 Rubel. 1727 wurde er zum Kapitänleutnant des Preobraschenski-Regiments ernannt. Im Dezember 1732 bat er um Versetzung in den Ruhestand. Im Februar 1733 wurde er altershalber im Rang eines Majors mit einem Jahresgehalt von 300 Rubel aus dem Dienst entlassen.